# کرمنا (روستا)
کرمنا (به بلغاری: Kremena) یک منطقهٔ مسکونی در بلغارستان است که در شهرستان بالچیک واقع شده‌است.